# ولاية قابس
ولاية قابس التونسية مركزها مدينة قابس. تتميز هذه الولاية بخليجها الممتد على أغلب مدنها وخاصة مدينة قابس وغنوش والمطوية. والمعروف أنها ولاية تجمع في نفس الوقت بين الواحة: قابس، الحامّة، غنّوش، المطويّة، وذرف والجبال: مطماطة، توجان والبحار: من الزارات جنوبا إلى المطويّة شمالا والصحاري: منزل الحبيب والحامّة.
أمّا المنطقة الصناعية بقابس، فتقع على بعد حوالي 2 كم من وسط مدينة قابس على مقربة من الميناء التجاري، وهي مرتبطة بشبكة هامّة من النقل العمومي، و لا تبعد سوى ساعة ونصف عن مطاري صفاقس وقفصة، وساعة واحدة عن المنطقة السياحية بجربة. و تتميّز بوجود منشآت مختصّة في قطاع النفط والصناعة الكيميائية، وهي تشغل يد عاملة، وتمثّل هاجسا بيئياً كبيرا يهدد الإنسان والمحيط.

## الجغرافيا
تقع هذه الولاية جنوب شرقي البلاد التونسية على بعد 400 كلم من تونس العاصمة، وعلى بعد 130 كلم من مدينة صفاقس، وعلى بعد 140 كلم من مدينة قفصة، وعلى بعد 100 كلم من جزيرة جربة. وتتميز بخليجها الواسع وطول سواحلها ومن أكبر مدنها؛ قابس والحامة ومارث وغنوش والمطوية.

## الطرقات المؤدّية
و تتمثّل خطوط النقل المؤدّية إلى المنطقة الصناعية في الطريق الوطنيّة رقم 1.

## البنية التحتيّة
تتوفر بهذه المنطقة التجهيزات الضرورية التي يحتاجها الصناعيّون، من طرقات وأرصفة، وماء صالح للشراب، وشبكة تطهير، وتنوير عمومي، وشبكة مقاومة الحريق، وشبكة هاتفية وتتميز أيضا بوفرة الكهرباء.

## مراكز البلدية
- بلدية قابس
- بلدية شنني - نحال
- بلديّة غنّوش
- بلدية المطوية
- بلدية وذرف
- بلدية الحامة
- بلدية مارث
- بلدية الزّارات
- بلدية مطماطة الجديدة
- بلدية مطماطة القديمة
- بلدية الحامة الغربية
- بلدية كتانة
- بلدية منزل الحبيب
- بلدية تبلبو
- بلدية بوشمة
- بلدية دخيلة توجان

## المعتمديات
تشتمل ولاية قابس على 13 معتمدية:
- قابس المدينة
- قابس الغربية
- قابس الجنوبية
- غنوش
- المطوية
- وذرف
- منزل الحبيب
- الحامة
- الحامة الغربية
- مطماطة
- مطماطة الجديدة
- مارث
- دخيلة توجان

## تاريخ المدينة
أسس الفينيقيون مدينة قابس ثم ورثتها عنهم الإمبراطورية القرطاجية. خلال القرن الثاني قبل الميلاد وبعد انتصار روما على قرطاج في الحرب البونيقية الثانية، أصبحت المدينة مستعمرة تابعة لمقاطعة طرابلس الرومانية، وعرفت باسم تاكابي، حيث ذكرها أبوليوس في أعماله. عرفت قابس كذلك باسم تاكابيس أو تاكاباس كما عُرف خليجها باسم مينوريس سيرتيس أو سيرتيس الصغرى.
و معروفة هي أسماء ثلاثة من قديسي تاكابي المسيحية وهم : ديولكيتيوس الذي أوفد إلى مجمع قرطاجة كممثل عن أساقفة إقليم طرابلس عام 403 م، كما حضر مؤتمر قرطاجة عام 411 م، ونجد كذلك الأسقف سيرفيليوس، الذي طرده الملك الوندالي هينريك في عام 484 م، وأما القديس الثالث فهو كايوس أو غالوس، الذي أوفد كممثل عن مقاطعته إلى مجمع قرطاجة عام 525 م.
ونظراً لموقعها الإستراتيجي، اكتسبت المدينة بعض الأهمية مع الفتوحات الإسلامية خلال القرن السابع للميلاد وقد أطلق عليها العرب اسم دمشق الصغرى. ومع انتصاب الحماية الفرنسية على البلاد التونسية سنة 1881، أصبحت المدينة أهم موقع عسكري فرنسي بالإيالة التونسية. في سنة 1940، سقطت المدينة تحت السيطرة الألمانية ودمرت بصفة شبه تامة سنة 1943. أعيد بناؤها سنة 1945 لتتضرر من جديد بفيضانات سنة 1962.
وقد استقرت كبريات القبائل العربية منذ عهد الهلاليين بولاية قابس ومدنها ومن هذه القبائل؛ بني سليم ومنهم بني يزيد بمدينة الحامة والمرازيق بدوز التي أصبحت تتبع لولاية قبلي بالإضافة للهمامة وأولاد دباب والحمارنة وغيرهم من القبائل العربية الوافدة من جنوب الجزيرة العربية خلال الحملة الهلالية.

## الاقتصاد

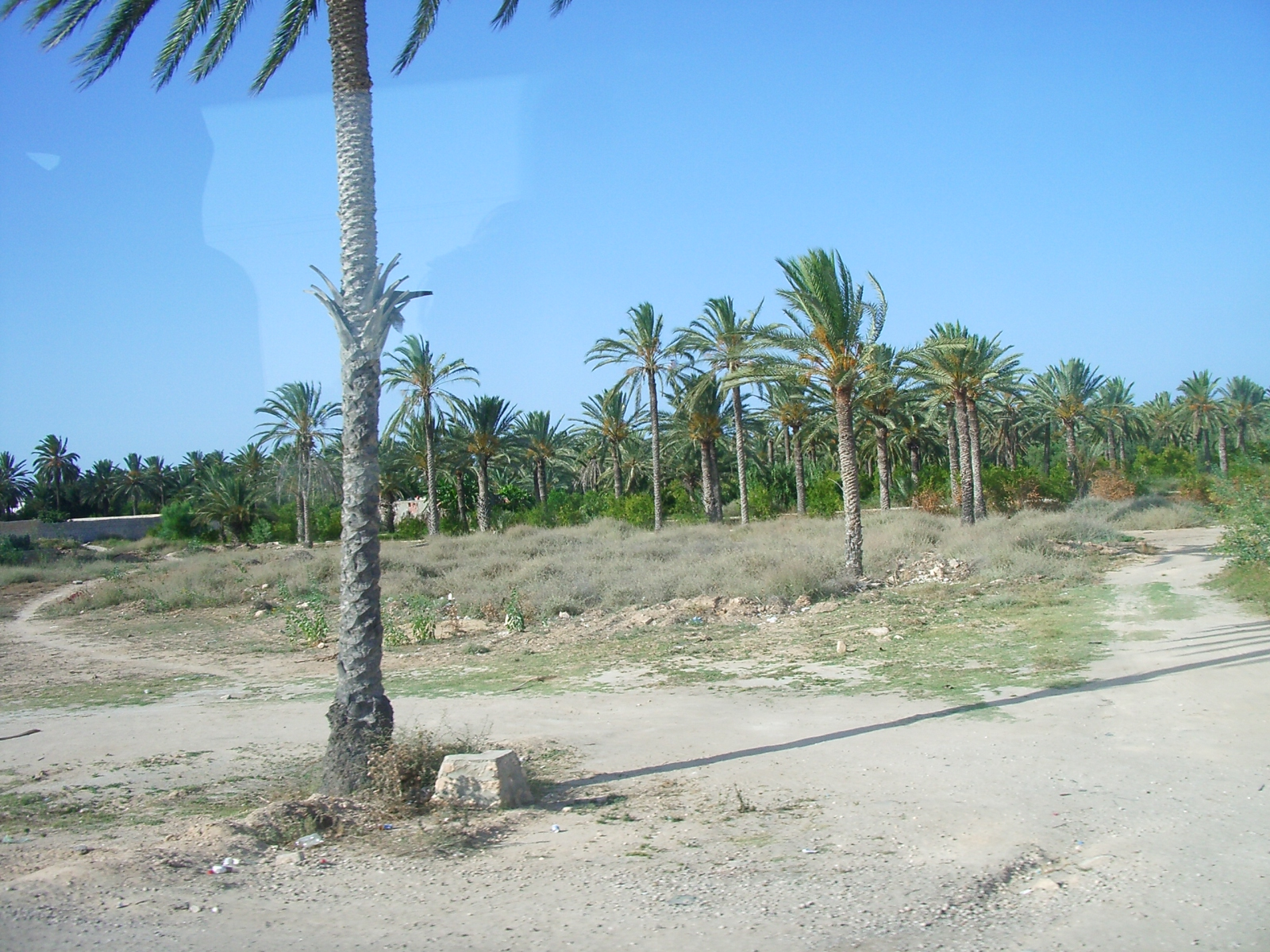
واحة نخيل قرب مارث

أهم الأنشطة الاقتصادية التي تعرفها قابس هي:
- الزّراعات السّقويّة
- المنصة البترولية البحرية والصناعة البتروكميائية.
- صيد سمك التن و السردينة.
- المعلبات الغذائية.
- الواحات، حوالي 300.000 نخلة.
- السياحة
- المنطقة الصناعية: وأهم أنشطتها تحويل الفسفاط وتصديره.

## التعليم
جامعة قابس:
- تاريخ الإحداث : جويلية/يوليو 2003 - بمقتضـى الأمر الرئاسي عـدد 1662 لسنة 2003 المؤرخ في 04 أوت/أغسطس 2003
- رئيس الجامعة : محمد مارس
- نائب رئيس الجامعة: يونس الجادوي
- الكاتب العام للجامعة : عادل عرّوم
- العنوان : المركب الجامعي، شارع عمر بن الخطاب حي الرياض زريق- 6072 قابس
- عدد الطلبة بالمؤسسات الراجعة بالنظر لجامعة قابس: 22500
- عدد مؤسسات التعليم العالي والبحث:

- كلية واحدة
- مدرسة وطنية واحدة للمهندسين
- 13 معهد عالي
- 5 معاهد عليا للدراسات التكنولوجية (تحت إشراف الإدارة العامة للدراسات التكنولوجية)
-معهد تمريض

## روابط خارجية
- الموقع الرّسمي لجامعة قابس
- المعهد الوطني للإحصاء